# Marco Barusso
Marco Barusso (Finale Ligure, 9 aprile 1973) è un produttore discografico, arrangiatore, chitarrista e sound engineer italiano.

## Biografia
Nel 1996 partecipa alla compilation Battiato non Battiato suonando la chitarra e missando il brano Segnali di vita dei De-Mo; produce, tra gli altri, Francesco Renga con cui collabora anche come tecnico del suono. Nel 1997 cura le chitarre campionate su due brani de La dura legge del gol!.
Nel 2002 entra nella formazione dei rinati Heavy Metal Kids, suonando la chitarra e producendo il loro album Hit the Right Button. Il gruppo rientrerà in studio a Milano nel 2008 per lavorare al nuovo album, Uncontrollable! il quale, dopo due anni di produzione, non viene completato, provocando la fuoriuscita di Barusso dal gruppo.
Dal 2006 entra a fare parte dei Cayne come chitarrista, fino alla sua fuoriuscita nel 2014. Con loro pubblicherà un album e un EP.
Nel 2016 produce Enrico Ruggeri, che al Festival di Sanremo si classifica al quarto posto. Nello stesso anno, presenta il progetto solista The Price
Nel 2017 pubblica il singolo On The Edge of Madness (scritta con Giordano Adornato dei Cayne). Il singolo vede la partecipazione alla voce di Enrico Ruggeri, presente anche in alcune scene del video; il singolo anticipa l'album A Second Chance to Rise, concept-album sulle relazioni umane patologiche; dall'album è tratto anche il singolo Stormy Weather. Nell'album ogni brano viene cantato da un ospite diverso; in scaletta è presente un brano cantato e in parte composto da Roberto Tiranti.
Nel corso degli anni, Barusso ha collaborato a vario titolo con artisti quali Edoardo Bennato (Pronti a salpare), Roby Facchinetti e Riccardo Fogli (Insieme), Cristina D'Avena (Duets - Tutti cantano Cristina, Duets Forever - Tutti cantano Cristina), Tazenda, Benji & Fede, Bianca Atzei, Lacuna Coil, Finley.
Marco Barusso è uno dei docenti temporanei del CPM Music Institute, la scuola di musica fondata da Franco Mussida. Ha, inoltre, fondato e conduce lo studio di missaggio BRX.

## Discografia

### Con gli Heavy Metal Kids
- 2006 Hit the Right Button (Heavy Metal Records, HMR XD236)

### Con i Cayne
- 2011 Addicted (EP, Oyez!)
- 2013 Cayne (album, Graviton music, GRAV 00006 00)

### Solista

#### Album
- 2019 - A Second Chance to Rise

#### Singoli
- 2017 - On The Edge of Madness
- 2019 - Stormy Weather